# Vimala Pons
Vimala Pons (Parigi, 15 marzo 1983) è un'attrice e circense francese.

## Biografia
Ha studiato al Conservatoire national supérieur d'art dramatique di Parigi e al Centre national des arts du cirque di Châlons-en-Champagne. Non appena diplomata, è entrata a far parte del Collettivo Ivan Mosjoukine, con cui ha portato in scena lo spettacolo De nos jours notes on the circus. Successivamente nel 2016 ha formato un duo teatral-circense con Tsirihaka Harrivel, con il quale ha portato in scena GRANDE, uno spettacolo sperimentale che fondeva music-hall, burlesque ed esibizioni circensi. Nel 2019 i due hanno pubblicato un album basato sullo spettacolo, Victoire Chose.
Attiva anche come attrice teatrale, televisiva e cinematografica fin dal 2006, ottiene il suo primo ruolo importante nel 2011 nel film Mangrove. Dopo un'interpretazione acclamata dalla critica nel cortometraggio di Baya Kasmi J'aurais pu être une pute, il film che le dà notorietà è La fille du 14 juillet di Adieu Berthe, per cui viene anche nominata al Premio Lumière come attrice rivelazione dell'anno. Specializzata nel genere comico, si è tuttavia più volte cimentata anche in ruoli drammatici. Nel 2020 ha realizzato Mémoires de l'Homme Fente, un romanzo in formato audiolibro, di cui ha curato sceneggiatura, regia e musiche.

## Filmografia

### Cinema
- Enfermés dehors, regia di Albert Dupontel (2006)
- Eden Log, regia di Franck Vestiel (2007)
- Questione di punti di vista, regia di Jacques Rivette (2009)
- La Sainte Victoire, regia di François Favrat (2009)
- Mangrove, regia di Frédéric Choffat e Julie Gilbert (2011)
- Adieu Berthe, regia di Bruno Podalydès (2012)
- Vous n'avez encore rien vu, regia di Alain Resnais 2012)
- La Fille du 14 juillet, regia di Antonin Peretjatko (2013)
- Métamorphoses, regia di Christophe Honoré (2014)
- Fidelio, l'odyssée d'Alice, regia di Lucie Borleteau (2014)
- Terre battue, regia di Stéphane Demoustier (2014)
- Vincent n'a pas d'écailles, regia di Thomas Salvador (2014)
- Comme un avion, regia di Bruno Podalydès (2015)
- Vengo subito (Je suis à vous tout de suite) (2015), regia di Baya Kasmi
- La Vie très privée de Monsieur Sim, regia di Michel Leclerc (2015)
- All'ombra delle donne, regia di Philippe Garrel (2015)
- Marie et les naufragés, regia di Sébastien Betbeder (2016)
- Elle, regia di Paul Verhoeven (2016)
- La legge della giungla, regia di Antonin Peretjatko (2016)
- Les Garçons sauvages, regia di Bertrand Mandico (2017)
- Bécassine!, regia di Bruno Podalydès (2018)
- Allons enfants, regia di Stéphane Demoustier (2018)
- Come sono diventato un supereroe (Comment je suis devenu super-héros), regia di Douglas Attal (2020)
- After Blue (Paradis sale), regia di Bertrand Mandico (2021)
- Sesso tossico, un successo catastrofico (Youssef Salem a Du Succès), regia di Baya Kasmi (2022)
- Vincent deve morire (Vincent doit mourir), regia di Stéphan Castang (2023)
- Le Beau rôle, regia di Victor Rodenbach (2024)
- L'Attachement, regia di Carine Tardieu (2024)

### Televisione
- Gaspard le bandit, regia di Benoît Jacquot (2006)
- Nicolas Le Floch (stagioni 1 e 2) (2008)

## Doppiatrici italiane
Nelle versioni in italiano delle opere in cui ha recitato Vimala Pons è stata doppiata da:
- Gaia Bolognesi in Elle
- Elena Perino in Come sono diventato un supereroe